# Marcel Hanoun
Marcel Hanoun (Tunis, 22 d'octubre de 1929 – Créteil, 22 de setembre de 2012) va ser un cineasta, fotògraf i escriptor de nacionalitat francesa.

## Biografia
Nascut a Tunis, en aquell moment capital del Protectorat Francès de Tunísia, Marcel Hanoun es va assentar definitivament a París, França, després de finalitzar la Segona Guerra Mundial. Apassionat de l'aviació, va ser auditor en tècnica aeronàutica i en mecànica general del Conservatoire National des Arts et Métiers.

### Contemporani de la Nouvelle Vague
En la dècada de 1950 va seguir els cursos d'art dramàtic d'André Vigneau impartits al Centre d'Études de Radio Télévision, alhora que es va fer fotògraf i periodista alhora que cineasta aficionat. Gran admirador del cinema de Robert Bresson (li fascinava Un condamné à mort s'est échappé, 1956), es va oblidar de les regles de la tècnica i es va afirmar en la seva pròpia estètica cinematogràfica. Contemporani de la Nouvelle vague, va investigar sobre la planificació, el muntatge i la desincronització entre la imatge i el so. El seu primer llargmetratge, Une simple histoire (Grand Prix de Eurovision a Canes/1959) va fascinar a Jean-Luc Godard, que li va prestar ajuda financera. Molt sol·licitat, va dirigir, aquesta vegada dins del sistema, Le Huitième jour (1960, amb Emmanuelle Riva).
Decebut pel resultat, va deixar França i es va establir uns anys a Espanya, país en el qual va rodar documentals sobre les corrides de toros o la Passió de Crist, entre altres temes. En 1964, amb Octobre à Madrid, va trobar el seu propi estil: el subjecte de l'obra era la cinta durant la seva creació, amb comentaris, verídics o no, sobre la preparació del film. Aquest sistema va ser la base de la major part dels seus posteriors rodatges. La política d'excepció cultural practicada a França no era prou oberta i radical per a adoptar el treball de Marcel Hanoun. Tanmateix, el cineasta i els seus films circulaven a les universitats estatunidenques i a les filmoteques. A Nova York, Jonas Mekas va quedar fascinat pels seus treballs, i considerava Hanoun el cineasta més important després de Robert Bresson.

### La identitat del film durant el seu desenvolupament, objecte central de la filmografia de Hanoun
De tornada a França, Hanoun va dirigir L’Authentique procès de Carl Emmanuel Jung (1966), en el qual evocava a un personatge imaginari, però el retrat del qual podria ser el d'un criminal de guerra nazi. Melòman i culte, aparentment no semblava un botxí. Eren les imatges, la música, el muntatge i el so els que, de fet, explicaven el procés.
Hanoun sempre era cautelós amb els fets històrics deformats pels mitjans de comunicació. Igual que amb Bertolt Brecht, el distanciament permet a l'espectador reflexionar, amb major serenitat, sobre el dolorós assumpte del genocidi.
En 2004 va evocar, en L’ Étonnement, el cas Bertrand Cantat-Marie Trintignant d'una manera distanciada, evitant d'aquesta manera la rentada de cervell orquestrat per les ràdios i les televisions de l'època en què van tenir lloc els fets.
Des de 1968 a 1970, Hanoun va rodar les seves quatre estacions: L’Été (1968), L’Hiver (1970), Le Printemps (1970) i L’Automne (1972).
Sense suport institucional, Hanoun va començar a rodar en 16 mm, després en Super-8 i, més tard, en vídeo, sempre sense renunciar als seus principis. Amb Un film (autoportrait) (1985), va realitzar una producció subjectiva i magistral sobre la seva estètica, la seva manera d'obrar i la seva lluita.
A partir de 1976, i durant uns anys, Hanoun va ser professor de la Universitat de París I Panteó-Sorbona.

### Una obra desconeguda a França
Entre 1970 i 1980, Hanoun va participar en gires per universitats dels Estats Units i el Canadà, on va presentar el seu va treballar i va participar en tallers. A França, no obstant això, es va enfrontar a l'exclusió. Marcel Hanoun defensava que el cineasta és un creador i escriptor, no un «ajudant de producció». El 6 de març de 1973, com a resposta a la denegació del Centre national du cinéma et de l'image animée de la bestreta per al rodatge de La Vérité sur l'imaginaire passion d'un inconnu, Hanoun va iniciar una vaga de fam. El seu gest va provocar renou, i la comissió va llegir el projecte, encara que el va rebutjar. Finalment va rodar el film i el va presentar en la Quinzena de Directors del Festival de Canes. Hanoun només va obtenir ajuda financera, al llarg de tota la seva carrera, en una ocasió, per a Le Printemps (1970).
A partir de l'any 2000, malgrat la seva mala salut, Marcel Hanoun no va deixar de rodar i descobrir amb alegria els nous instruments audiovisuals. Així, va treballar en vídeo lleuger i va utilitzar, igualment, el telèfon portàtil, perquè el suport tècnic li importava menys que la seva creació, que perseguia en total llibertat.
El treball de Marcel Hanoun es caracteritzava per les seves col·laboracions a llarg termini amb actors com Michael Lonsdale, Lucienne Deschamps o Marc-Henri Boisse.

### Marcel Hanoun escriptor i teòric
Marcel Hanoun és conegut com a escriptor i teòric cinematogràfic. Va fundar dues revistes, una el 1969, Cinéthique, de la qual va dirigir els tres primers números, i l'altra Changer le cinéma, el 1977.
Per la seva intensitat, profunditat i radicalisme, la col·lecció de les seves reflexions titulada Cinéma Cinéaste. Notes sur le cinéma pot comparar-se amb les Notes sur le Cinématographe de Robert Bresson.
Marcel Hanoun va morir el 2012 a Créteil, França, a causa d'un infart agut de miocardi.

## Filmografia
- 1955 : Gérard de la nuit
- 1956 : Croquis d'Islande
- 1956 : Des hommes qui ont perdu racine
- 1957-1958 : Une simple histoire
- 1959 : Le Huitième Jour
- 1960-1964
  - La muerte del toro - Le Christ dans la cité - Feria - La rose et le barrage - Ego Sum - Gaudi opera - La dame d'Elche - Le mystère d'Elche - Sérénade pour Mojacar
  - Operación H
  - Octobre à Madrid
- 1966-1967
  - L'Authentique Procès de Carl Emmanuel Jung
  - Tiziana
- 1968 : L'Été
- 1969 : Bruges
- 1969 : L'Hiver
- 1970 : le Printemps
- 1971-1972 : L'Automne
- 1973 : La Vérité sur l'imaginaire passion d'un inconnu
- 1976 :
  - Le Regard
  - Le vent souffle où il veut
- 1978 : La Nuit claire
- 1979 :
  - Le temps met fin aux hautes pyramides
  - Futur antérieur
- 1981
  - L'Arbre qui gémit
  - Un film
- 1982 : Sculptures de David Rabinowitch
- 1983
  - La Geste du potier
  - Peu d'hommes, quelques femmes
- 1984 : Le Soleil bas
- 1987 : Boucherie fine

## Filmografia com a actor
- 1971 : Le Journal d'un suicidé, de Stanislav Stanojevic
- 1973 : La grève de la faim de Marcel Hanoun dans les locaux du Collectif Jeune Cinéma, de Joseph Morder
- 1977 : Marcel Hanoun tourne La vie claire, de Joseph Morder
- 1978 : L'Été madrilène, de Joseph Morder
- 1979 : Cinématon número 60, de Gérard Courant
- 1982 : She's a very nice lady, de Gérard Courant
- 1987 : Amours décolorées, de Gérard Courant
- 1988 : L'Équipe de tournage de Otage de Marcel Hanoun, de Gérard Courant
- 1999 : Le Journal de Joseph M, de Gérard Courant
- 1994 : A la rencontre de Marcel Hanoun, de Bert Beyens
- 1999 : Le Chemin de Resson : Joseph Morder rend visite à Marcel Hanoun, de Gérard Courant
- 2007 : 2 ou 3 choses que je sais de Joseph Morder, de Gérard Courant
- 2012 : In Memoriam Marcel Hanoun, de Gérard Courant

## Literatura
- L’Automne (scénario), Albatros, 1974.
- L’Authentique Procès de Carl Emmanuel Jung (scénario), l’Avant-Scène cinéma, número 242, 15 de febrer de 1980
- “ L’acte cinématographique (pour un nouveau cinéma) ”, a Cinémas de la modernité. Films, théories, 1981.
- Chic, éd. de La Traversière.
- L’Insoutenable Regard de la caméra, E.C., 1995.
- Je meurs de vivre (scénario), E.C., 1995.
- Un arbre fou d’oiseaux (scénario), Cinécriture, 1997
- Cinéma Cinéaste. Notes sur le cinéma, Crisnée, Yellow Now, 2001
- Libertad, Alias, 2008
- Le ravissement de Natacha, Crisnée, Yellow Now, 2009
- Le Cri, Collection Acquaviva / Éditions Derrière la salle de bain, 2010